# Adenandra rotundifolia
Adenandra rotundifolia är en vinruteväxtart som beskrevs av Eckl. & Zeyh.. Adenandra rotundifolia ingår i släktet Adenandra och familjen vinruteväxter. Inga underarter finns listade i Catalogue of Life.